# CA 50
Das CA 50, auch Cancer Antigen 50 (englisch Carbohydrate Antigen 50), ist ein Glycolipid als Tumormarker. Es ist eine körpereigene Substanz, die von Tumoren gebildet wird und im Blut nachweisbar ist. Es kann einen Hinweis auf eine maligne (bösartige) Neubildung geben und dient als Verlaufsuntersuchung bei der Krebsnachsorge. Es wird über das Blutserum gemessen.
Der Normwert liegt unter 19 U/ml.

## Indikationen
- Patienten mit Verdacht auf Tumoren des Magen-Darm-Trakts
- Therapie/Verlaufskontrolle eines Pankreas-CA, Kolon-Rektum-CA, Magen-CA, Endometrium-CA

Erhöhte Werte sind möglich bei:
- Endometriumkarzinom (Gebärmutterschleimhautkrebs)
- Kolorektales Karzinom (Darmkrebs)
- Magenkarzinom (Magenkrebs)
- Pankreaskarzinom (Bauchspeicheldrüsenkrebs)
- Gallengangskarzinom
- Leberzellkarzinom
- Hepatitis
- akute Pankreatitis
- Mukoviszidose

Erniedrigte Werte haben keine diagnostische Bedeutung.
Das CA 50 erbringt die gleiche Aussage wie das CA 19-9, bringt jedoch demgegenüber keine Vorteile. Gemäß den Richtlinien der European Group on Tumor Markers (EGTM) sollte CA 19-9 bevorzugt werden.